# جزیره دوم، قنا
جزیره دوم (به عربی: جزيرة الدوم)، روستایی از توابع شهرستان ابو تشت در استان قنا و کشور مصر است.

## جمعیت
براساس سرشماری سال ۲۰۰۶ مصر، جمعیت آن ۸۸۸۶ نفر(۴۴۹۲ مرد و ۴۳۹۴ زن) بوده‌است.